# Импичмент Дилмы Русеф
Импичмент Дилме Русеф — процесс объявления импичмента президенту Бразилии Дилме Русеф, который начался в конце 2015 года и продолжался до 31 августа 2016 года. 2 декабря 2015 года просьба о начале процедуры импичмента была одобрена и принята к рассмотрению Эдуарду Куна, председателем нижней палаты (порт. Câmara dos Deputados do Brasil) парламента страны, одним из ключевых идеологических противников президента. В качестве повода для начала процедуры отстранения президента от власти были названы обвинения в преступных действиях при исполнении обязанностей главы государства, включая ошибки в управлении и покрытие расхищения государственных средств, а также обвинения в нарушении V и VI пунктов 85-й статьи Конституции Бразилии и нарушении 36-й статьи Закона о фискальной ответственности (порт. Lei de Responsabilidade Fiscal). В ходе процесса два из шести дополнительных бюджетных указов, подписанных Русеф без одобрения Конгресса, были в итоге признаны недействительными.

## Обвинение
Согласно стороне обвинения, президент Русеф прибегала к недобросовестному использованию политических рычагов ради извлечения экономической выгоды в момент, когда она являлась влиятельным председателем совета директоров Petrobras с 2003 по 2010 год. 16 марта 2015 года были организованы масштабные акции уличных протестов, в ходе которых около миллиона бразильцев призывали к отстранению Русеф от должности. На самом деле судебные органы и представители прокуратуры так и не предъявили ни единого доказательства того, что Дилма Русеф была вовлечена в схему по легализации средств, а сама Русеф неоднократно категорически отрицала, что она заранее знала о происходящих коррупционных сделках в нефтяной компании. В ходе дальнейших расследований (которые сами носят несколько спорный характер) было обнаружено существование ряда оффшорных компаний и коллекций произведений искусства, которыми обладали те высокопоставленные бразильские предприниматели, вовлечённые в скандальную историю.

## Последствия операции «Автомойка»
Также по отношению к Дилме Русеф выдвигались претензии в связи с тем, что она не предотвратила развитие крупнейшего коррупционного скандала в новейшей истории страны — дела Petrobras, в ходе которого вскрылась информация о том, что топ-менеджеры государственного бразильского нефтяного гиганта систематически распределяли строительные подряды исключительно между конкретными фирмами. Коррупционная сеть была разоблачена силами федеральной полиции Бразилии, осуществившей операцию под кодовым названием «Автомойка» (порт. Lava Jato) в марте 2014 года. Согласно формулировке причин импичмента (страница 3), ответственность Русеф в деле Petrobras возрастает в связи с тем, что она входила в совет директоров этого нефтеперерабатывающего предприятия (одного из ведущих в Латинской Америке), когда ею была одобрена покупка компанией Petrobrás нефтеперегонного завода в Пасадине (Pasadena Refining System, Inc. (PRSI) (США), вызвавшей убытки на 500 миллионов долларов, в 2006 году — тогда Дилма Русеф по совместительству возглавляла кабинет министров при президенте Лула да Силве. По мнению организаторов кампании по импичменту Русеф, подобное бездействие высшего должностного лица, сопряжённое с злоупотреблением административным положением, фактически влечёт за собой уголовную ответственность.
По итогам операции «Мойка машины» в шести штатах начались полицейские рейды, в ходе которых были задержаны и препровождены в следственный изолятор некоторые политики и бизнесмены (в том числе и руководители Petrobras) — против них было выдвинуто обвинение в заключении «подозрительных» контрактов в 22 миллиарда долларов.
Правительство Бразилии также было обвинено в так называемом «фискальном педалировании», то есть в том, что путём серии бухгалтерских махинаций в итоговом бюджете фигурировала информация, согласно которой государственные структуры привлекали в казну больше средств, чем тратили. Иными словами, Русеф и её сторонников обвинили в систематической демонстрации ложного профицита. Согласно версии обвиняющей стороны, правительственные ведомства так и не смогли предоставить средства в распоряжении общественных и частных банков, которые выделяли определённые суммы на ряд программ, направленных на повышение экономического благосостояния нуждающихся слоёв общества, в том числе программу федеральных пособий на нужды малообеспеченных семей «Bolsa Família». Таким образом, государство вынуждало банки финансировать отдельные программы благосостояния, при этом они не получали ожидаемой компенсации за выделенные средства. Правительство прибегало к таким противоречивым мерам во многом в связи с необходимостью поправить своё материальное положение с 2012 по 2014 год и получить прибыль. Счётная палата Бразилии (порт. Tribunal de Contas da União) единодушным решением признала такую экономическую политику правительства нарушением фискальной ответственности. Тем не менее, Счётная палата выполняет функцию вспомогательного законодательного органа и не участвует в принятии официальных решений на уровне государственного управления. В то же время сообщение Счётной палаты по вопросам злоупотреблений государственными полномочиями в финансовой деятельности повлияла на решение Национального конгресса Бразилии запустить процедуру отстранения президента Дилмы Русеф от власти.

## Предыстория
Дилма Русеф была избрана главой государства на всеобщих выборах 2014 года, получив 51,64 % голосов избирателей. Эти выборы были признаны самыми скандальными в истории страны. После приведения Русеф к присяге 1 января 2015 года началось постепенное ослабление экономики страны, которое впоследствии вылилось в затяжную рецессию, продолжавшуюся практически в течение всего 2015 года. Вскоре со стороны политических соперников Русеф прозвучали голословные обвинения государственных структур в участии в коррупционных схемах, которые привели к тому, что личный рейтинг доверия к главе государства в июле 2015 года (по версии Бразильского института общественного мнения и статистики (Ibope)) [что?], что может считаться рекордным падением рейтингом лидера страны. 15 марта 2015 года по стране прокатилась волна массовых уличных протестов, одним из требований которых было объявление импичмента президенту Бразилии, а также выражение общего недовольства неэффективной экономической политикой правительства и легализацией госчиновниками незаконно нажитых средств. Помимо обвинений в нарушении бюджетного законодательства в адрес Русеф и представители Партии трудящихся постоянно звучали бездоказательные обвинения в коррупции. Председатель нижней палаты Эдуардо Куна также обвинялся в финансовых махинациях в рамках операции «Мойка машин», и над Куна нависла угроза потери депутатского мандата в связи с тем, что Совет по этике при нижней палате парламента возбудил против него дисциплинарное дело, а также вскоре в отношение него началось судебное разбирательство. Во время заседаний суда Куна переложил большую часть ответственности за правонарушения на Дилму Русеф, подчеркнув, что она подписала шесть указов на выделение кредитных средств, которые поспособствовали увеличению федеральных расходов на 2015 году вопреки составленному годовому бюджету и без одобрения со стороны Конгресса. В свою очередь, Русеф отрицает любые попытки пойти на уступки и спасти Куна, чтобы самой предотвратить угрозу импичмента. В частности, она отвергла возможность вмешаться в деятельность Совета по этике в обмен на учреждение CPMF; 2 декабря 2015 года во время пресс-конференции она подчеркнула, что ни при каких обстоятельствах не согласится на заключение противоправных сделок с целью выгородить кого-либо из своих сторонников.

## Антипрезидентская кампания оппозиции
Политический кризис в Бразилии вызвал множество отзывов политологов и политических обозревателей как в самой Бразилии, так и за её пределами. Представители общественного новостного агентства Agência Brasil (ABR) (которое подчиняется бразильскому правительству) акцентировали внимание на неспособности президента Русеф поддерживать контакты с Конгрессом, заявив о её «недоговороспособности». Также в адрес Русеф раздавались обвинения в том, что она поддерживает состояние раздробленности политических сил самого разного спектра, что парализует законодательную деятельность и приводит к общему ослаблению исполнительного органа власти. Группы оппозиционно настроенных СМИ, политологов и околополитических экспертов тщательно отслеживали деятельность Дилмы Русеф с момента её победы на президентских выборах и давали отрицательный комментарий всем её действиям на посту главы государства; более того, сразу же после президентских выборов оппозиционные лидеры подвергли сомнению законность победы Русеф и потребовали пересчёта голосов. Также представители противоборствующего политического крыла предложили изучить счета Дилмы Русеф и источники финансирования её предвыборной кампании, а угроза импичмента со стороны Конгресса дестабилизировала работу правительства.
Такая массированная пропагандистская кампания по бездоказательной дискредитации Дилмы Русеф принесла свои плоды и изменила общественное мнение, настроив значительную часть жителей Бразилии против главы государства. По данным социологических опросов, проведённых в марте 2015 года, всего лишь 10,8 % бразильцев поддерживали тезис о том, что Русеф должна оставаться в должности президента, в то время как 59,7 % граждан Бразилии выступали за её отставку. В июле 2015 года число противников действующего президента достигло 62,9 %. Согласно данным одного из национальных агентств по социальным исследованиям Datafolha 61 % бразильцев выступал за импичмент Дилме Русеф.

## Принятие к рассмотрению прошения об импичменте
С 2012 года было подано 37 запросов на объявление импичмента президенту Дилме Русеф, однако все они по тем или иным причинам отклонялись, однако единственный запрос на импичмент, принятый к рассмотрению Эдуардо Куна 2 декабря 2015 года, был запрос, поданный бывшим конгрессменом и адвокатом Элио Бикудо при взаимодействии с адвокатами Мигелем Реале Младшим и Джанаиной Паскоаль. Прошение об импичменте было основано на вскрывшихся фактах халатности и невмешательства в связи с нарушениями в деле Petrobras, а также финансовых махинациях и злоупотреблении властью. С сентября по декабрь 2015 года нарастало общественное движение в пользу импичмента, костяк которого составляли такие организации гражданских активистов, как Движение Свободной Бразилии (порт. Movimento Brasil Livre), стоявшее на позициях либертарианства, а также социально-политическое движение Vem pra Rua (Come to the Street, «Выходи на улицу»), которое было ориентировано на проведение продолжительных акций гражданского неповиновения и во многом инспирировалось политическими корпорациями, являвшимися лоббистами экономических интересов США. После принятия прошения к рассмотрению в рамках нижней палаты парламента была сформирована специальная комиссия, которая начала заслушивать показания адвокатов, подавших прошение, и предоставила слово для защиты самой Русеф.

## Начало процесса импичмента
17 апреля 2016 года нижняя палата бразильского парламента провела итоговое голосование по вопросу инициирования процедуры импичмента. 367 членов нижней палаты проголосовали за импичмент, 137 парламентариев высказались против, в то время как 7 человек воздержались, а двое депутатов отсутствовали на заседании. Согласно уставу парламента, процесс импичмента мог быть инициирован, если за него проголосовало бы 342 члена нижней палаты при общем количестве 513 парламентариев, участвовавших в заседании (кворум). На следующий день Эдуардо Куна передал дело об импичменте на рассмотрение в сенат, который должен был дать окончательное заключение. 5 мая 2016 года Теодор Завадски, судья Верховного федерального суда, принял решение, согласно которому Эдуардо Куна должен был уйти с должности спикера в связи с его вовлечённостью в коррупционную деятельность. Впоследствии это решение было одобрено всеми 11 судьями и не повлияло на ход процедуры импичмента. 12 мая 2016 года члены сената большинством утвердили решение нижней палаты (55 голосов «за», 22 голоса «против»). На заседании, длившемся более 20 часов, было принято решение о том, что в течение 180 дней Дилма Русеф должна была сдать свои президентские полномочия. Во время «переходного периода» исполнять обязанности президента должен был вице-президент Мишел Темер.
После завершения этапа оценки допустимости процедуры импичмента начался этап судебного разбирательства, в ходе которого происходит сбор доказательств правомочности отстранения главы государства от должности и заслушивание показаний свидетелей. Первоочередной задачей Русеф являлась подача уведомления о готовности себя защищать. Во время второй фазы процесса импичмента Комитет получил поддержку президента Верховного Федерального суда Рикардо Левандовски. Последний этап судебного процесса, во время которого принимается решение об осуждении или оправдании президента, также ведёт Левандовски. В ходе решающего голосования необходимо собрать две трети голосов сенаторов (54 из 81) для отстранения президента от должности.

## Судебное разбирательство
1 июня 2016 года завершился двадцатидневный период, в ходе которого адвокаты Дилмы Русеф должны были завершить все формальные процедуры для подготовки защиты в ходе судебного разбирательства в Сенате. Все документы были подготовлены для регистрации в Сенате бывшим министром юстиции Жозе Эдуарду Кардозу, главным защитником президента.
В 370-страничном документе, составленном защитниками, приводятся утверждения о том, что президент Дилма Русеф никак не связана с обвинениями в злоупотреблении служебным положением и покрытии финансовых махинаций, а также присутствует примечание о том, что вопрос импичмента Дилме Русеф является логическим завершением операции «Автомойка», и отстранение от власти президента является главной целью тех, кто спланировал проведение этой операции. В качестве доказательства Кардозу привёл аудиозапись телефонных разговоров между влиятельным бразильским политиком и бизнесменом Серджиу Мачаду (бывшим президентом Petrobras Transporte S.A. (Transpetro), крупнейшей компании в Бразилии по транспортировки нефти и газа) и сенатором Ромеро Джука, одним из наиболее авторитетных лидеров Партии бразильского демократического движения (назначенный Темером министром планирования и бюджета). Расшифрованная запись переговоров была опубликована в ежедневной газете Folha de São Paulo, что вызывало широкий резонанс и поначалу сыграло на руку группе защитников Русеф. Кардозу выступил с заявлением о том, что противники Русеф намерены воспрепятствовать проведению всестороннего объективного расследования и что успешный импичмент может стать частью соглашения между государственными структурами и крупными и влиятельными нефтедобывающими корпорациями Бразилии с тем, чтобы прекратить следствие по итогам операции «Автомойка». Ромеро Джука, оказавшийся в эпицентре скандала, утверждал, что он не собирался тормозить расследования коррупционных скандалов, однако вскоре покинул министерскую должность (по совету Мишела Темера).
25 мая 2016 года сенатор Антониу Анастасиа, докладчик Специальной комиссии по импичменту (CEI) представил рабочий план для суда. Представители Партии трудящихся выразили протест по поводу поспешности и небрежности судебного разбирательства, обвинив противников президента в стремлении как можно быстрее вынести обвинительный приговор. Председатель Комитета Раймундо Лира принял к сведению протест, и следующее заседание было намечено на 2 июня.
2 июня был принят новый временной план судебного разбирательства, представленный Анастасиа при поддержке сенаторов. Жозе Эдуардо Кардозу присутствовал на сессии, которая длилась девять часов. Анастасиа предложил провести прения 7 июля. Впрочем, представители Партии трудящихся выразили протест по поводу сроков суда и предложили их пересмотреть в официальном обращении к председателю ВФС Левандовски. Тем не менее, после длительной дискуссии в 20 часов 40 минут доклад сенаторов был принят и одобрен голосованием большинства членов Комитета. Члены ПТ и Кардозу покинули судебное заседание, обвинив председателя Комитета Лира в ущемлении прав человека и нарушении судебно-процессуальных норм. 3 июня Кардозу заявил, что намерен подавать апелляцию против решения председателя ВФС Эдуардо Левандовски. 6 июня был принят план по срокам судебного разбирательства, предложенного Антонио Анастасиа. 7 июня Левандовски отклонил апелляцию Кардозу по поводу прикрепления к материалам дела аудиозаписи разговоров сенатора Серджио Мачаду, мотивировав это тем, что такого рода свидетельства защищены законом о конфиденциальности и не могут быть разглашены до начала формального расследования. Серджио Мачаду был арестован, и Кардозу намеревался привлечь к суду записи его допросов.

## Вынесение решения сенатом
После продолжительного судебного разбирательства во время последней длительной сессии 9 августа (началась в 9:40 и длилась более 16 часов), Сенат утвердил окончательный доклад Анастасиа (59 голосов «за» и 21 голос «против») обвинения против Дилмы Русеф были приняты. Окончательное чтение приговора в Сенате началось 25 августа. Судебный приговор предполагал, что для отстранения Русеф от должности необходимы голоса двух третей сенаторов (от 81), которые также должны были проголосовать за запрет Русеф претендовать на должность президента до 1 января 2019 года, когда формально должен был завершиться её второй президентский срок.
29 августа 2016 года Русеф выступила в Сенате с речью в свою защиту. Она призналась, что была вынуждена принимать сложные решения по вопросам составления государственного бюджета в условиях ухудшающихся доходов и отказа оппозиционных партий от сотрудничества с ней по ключевым вопросам экономического планирования.
Сенат счёл Дилму Русеф виновной в злоупотреблении служебным положением и финансовых махинациях и объявил ей импичмент 61 голосом «за» при 21 голосе «против». Впрочем, во время отдельного голосования сенаторы проголосовали (42 «за» и 36 «против») за то, чтобы не запрещать Русеф занимать государственные должности на протяжении восьми лет, что позволяет Русеф снова бороться за должность президента в ближайшем будущем.

## Международная реакция
Наиболее резко отреагировали лидеры Эквадора, Боливии и Венесуэлы. Рафаэль Корреа, объявил об отзыве своего поверенного в делах из Бразилии. Президент Эквадора интерпретировал импичмент Дилме Русеф как «свержение» легитимного президента и оставил в своём блоге в Twitter следующий комментарий: «Дилму свергли. Восхваление злоупотреблений и предательства. Мы отзовём нашего поверенного в посольстве. Мы никогда не признаем эти действия, это напоминает самые тёмные часы нашей Америки. Вся наша солидарность — с товарищами Дилмой, Лулой (да Силвой. — RT) и всем бразильским народом». Глава Боливии Эво Моралес также объявил об отзыве посла из Бразилии и отметил, что народ Боливии «вместе с Дилмой и Лулу в этот трудный час». Президент Венесуэлы Николас Мадуро выступил с видеообращением, в котором оценил произошедшее в Бразилии как «парламентский переворот» и объявил о заморозке дипломатических отношений с Бразилией. МИД Венесуэлы распространил сообщение, в котором было заявлено, что «в братской стране была незаконно подменена воля 54 миллионов бразильцев и нарушена Конституция».
В свою очередь, руководитель пресс-центра Госдепартамента США Джон Кёрби в традиционном брифинге отметил, что двусторонние отношения США и Бразилии останутся на прежнем уровне, а вопрос отстранения президента от власти, по его мнению, является «внутренним делом Бразилии».
В связи с тем, что Венесуэла, Эквадор и Боливия осудили импичмент и отозвали своих дипломатических представителей из Бразилии, Бразилия также решила отозвать послов из Венесуэлы, Эквадора и Боливии.
Межамериканская комиссия по правам человека выразила озабоченность процедурой импичмента.